# Ngày Logic Thế giới
Ngày Logic Thế giới  là ngày lễ quốc tế do UNESCO phối hợp với Hội đồng Quốc tế về Triết học và Khoa học Nhân văn (CIPSH) tuyên bố vào tháng 11 năm 2019 sẽ được tổ chức vào ngày 14 tháng 1 hàng năm. Ngày lễ này được tổ chức lần đầu tiên vào ngày 14 tháng 1 năm 2019, trước cả lời tuyên bố của UNESCO. Ngày Logic Thế giới dự định mang lại lịch sử trí tuệ, ý nghĩa khái niệm và thực tiễn của logic nhằm thu hút sự chú ý của các cộng đồng khoa học liên ngành và rộng rãi hơn là về phía công chúng.

## Ngày lễ
Ngày được chọn để kỷ niệm Ngày Logic Thế giới là ngày 14 tháng 1, tương ứng với ngày mất của Kurt Gödel và ngày sinh của Alfred Tarski, hai trong số những nhà logic học lỗi lạc nhất của thế kỷ XX.

## Tuyên bố
Tuyên bố về Ngày Logic Thế giới được đề xuất lên Ban chấp hành UNESCO vào giữa năm 2019. Ngày lễ này được đem ra thảo luận và thông qua tại phiên họp thứ 207 của Ban chấp hành UNESCO vào tháng 10 năm 2019 và được đề xuất lên Đại hội đồng lần thứ 40 của UNESCO. Ngày 26 tháng 11 năm 2019, Đại hội đồng lần thứ 40 tuyên bố ngày 14 tháng 1 là Ngày Logic Thế giới, do CIPSH điều phối.

## Lễ kỷ niệm
Hiệp hội Phổ cập Logic, một hiệp hội tổng hợp không chính thức nhằm thúc đẩy logic có sự kết nối chặt chẽ với Jean-Yves Béziau, đã đề xướng lễ kỷ niệm Ngày Logic Thế giới năm 2019 bằng cách khuyến khích giới nghiên cứu logic trên toàn thế giới tổ chức các sự kiện độc lập vào ngày 14 tháng 1 năm 2019. Khoảng 60 sự kiện như vậy đã được tổ chức ở 33 quốc gia. Sự thành công của Ngày Logic Thế giới đầu tiên không chính thức này là một phần trong quá trình thảo luận của Đại hội đồng UNESCO lần thứ 40 vào tháng 11 năm 2019, dẫn đến lời công bố chính thức của UNESCO. Ngày Logic Thế giới năm 2020 được tổ chức từ khoảng 60 sự kiện ở 35 quốc gia.